# Computer-aided manufacturing
Computer-Aided Manufacturing è una espressione della lingua inglese, utilizzata informatica e nell'ingegneria meccanica traducibile in italiano con "produzione assistita da computer".

## Descrizione
Tale espressione indica una categoria di prodotti software che analizzano un modello geometrico virtuale, bidimensionale o tridimensionale, per generare le istruzioni necessarie a una macchina utensile a controllo numerico computerizzato (CNC) per seguire un "percorso utensile" definito da tali istruzioni. Esistono software CAM specifici per ogni tipologia di macchine utensile, fresatura, tornitura, elettroerosione, incisione, ecc., è comunque vero che la stragrande maggioranza di questo tipo di software è concepito per lavorazioni di fresatura ed in tale tipologia di lavorazioni esistono fondamentalmente 3 esigenze per definire i percorsi utensile:
- Si definiscono lavorazioni 2.5D quando il software calcola percorsi utensile di tipo bidimensionale, in quanto i tre o più assi della macchina utensile pur essendo tutti utilizzati per quanto riguarda i posizionamenti nello spazio, vengono comunque utilizzati contemporaneamente non più di due assi virtuali per volta relativamente l'asportazione di materiale. Si parla di assi virtuali in quanto indipendentemente dall'orientamento nello spazio l'asse utensile è un asse fisico per il software anche se per correre lungo esso è necessario spostare contemporaneamente due o più assi (reali) della macchina utensile.
- Lavorazioni a 3 assi  quando si richiede la gestione contemporanea degli assi ortogonali XYZ per eseguire le lavorazioni.
- Lavorazioni a 4 o più assi quando le lavorazioni richiedono oltre alla gestione contemporanea degli assi XYZ, anche la gestione simultanea di assi aggiuntivi di tipo basculante e/o rotanti.

 A loro volta i diversi software CAM possono essere concepiti in modo che i calcoli per ottenere il percorso utensile vengano eseguiti prendendo a riferimento le superfici reali del modello geometrico piuttosto che un poliedro, questo ultimo sistema genera ovviamente un manufatto meno fedele al modello di riferimento trattandosi di una approssimazione del modello stesso.

### Utilizzo della tecnologia CAM
Un software CAM permette all'utente di eseguire tra le altre le seguenti principali operazioni:
- Importazione di un modello geometrico da un file in un formato di interscambio, normalmente generato da un programma CAD.
- Impostazione del sistema di coordinate usato dalla macchina utensile.
- Selezione della porzione di modello geometrico da lavorare.
- Definizione di cicli fissi di lavorazione (forature, filettature, svuotamenti di zone cave, spianatura di superfici, contornatura di profili, ecc.), sostanzialmente un ciclo fisso è una tipologia di lavorazione ricorrente che ha come variabile solo l'aspetto dimensionale della zona da lavorare e pertanto gestibile con l'immissione di pochi dati da parte dell'utente.
- Impostazione dei parametri di lavorazione che possono determinare il tipo di finitura superficiale e di tolleranza dimensionale.
- Impostazione dei parametri ausiliari alla lavorazione che possono riguardare la gestione di un determinato assortimento di utensili, le dimensioni e forma dell'utensile/i, la velocità di asportazione di materiale, l'eventuale necessità di refrigerazione utensile, la pianificazione della vita utensile, ecc.
- Generazione delle istruzioni per la macchina utensile, generalmente salvate in un file di testo con ausilio di post processor, un post processor è tipicamente una routine pesantemente personalizzata dal produttore del software ed è indispensabile nella creazione di tale file, il post processor deve tenere conto delle caratteristiche dimensionali, geometriche, dinamiche, di una specifica macchina utensile. Lo stesso percorso utensile calcolato dal software CAM verrà interpretato da due post processor diversi in modo tale che compileranno due file diversi per due macchine utensile diverse, tutto questo è dovuto al fatto che i vari produttori di macchine utensile non utilizzano la stessa sintassi per eseguire la medesima operazione. Il file che si ottiene viene gestito in modo sequenziale dalla macchina ricevente e contiene essenzialmente oltre alle coordinate di posizione, anche tutta una serie di istruzioni ausiliarie che permettono di gestire una quantità di parametri indispensabili al corretto funzionamento della macchina stessa. Si intuisce che questo aspetto del software è di fondamentale importanza per non rendere una applicazione CAM fine a se stessa.
- Simulazione grafica del percorso utensile generato.
- Invio dei dati al controllo numerico della macchina utensile.
- In alcuni sistemi CAM è possibile eseguire anche un eventuale controllo di collisioni tra macchina utensile e oggetto da lavorare o con eventuali attrezzature di fissaggio.